# ایرگالی
ایرگالی (به لاتین: Irgali) یک منطقهٔ مسکونی در روسیه است که در شهرستان لواشینسکی واقع شده‌است.